# 范賁
范 賁（はん ほん、? - 349年）は、五胡十六国時代成漢の宰相。涪陵郡丹興県の出身。父は天師道の教祖であり、成漢の丞相である范長生。

## 生涯
父の范長生は千家余りを従えて青城山に拠点を築いていたが、益州が乱れるに及んで巴氐族の李雄を支援し、後に成漢が建国されると重用されて丞相に任じられた。范賁もまた父に従って成漢に仕え、侍中に任じられた。
玉衡8年（318年）4月、范長生が亡くなると、李雄の抜擢を受けて丞相に任じられた。
嘉寧2年（347年）3月、東晋の大司馬桓温の攻勢により成漢は滅亡した。尚書僕射王誓・鎮西将軍鄧定・平南将軍王潤・将軍隗文・蕭恭文らは桓温に反発し、各々1万余りの兵を従えて挙兵した。桓温は自ら鄧定を撃破し、袁喬を派遣して隗文らを破り、益州刺史周撫を彭模に派遣して王誓・王潤を討ち取った。
乱が平定されると、桓温は江陵へ帰還したが、間もなく鄧定・隗文は再び決起して成都に侵入し、東晋の征虜将軍楊謙は涪城を放棄して徳陽へ撤退した。ここにおいて、鄧定・隗文は共に范賁を推戴して皇帝に即位させた。父が李雄の寵臣であったので、蜀人は范賁の即位を喜んだ。范賁はこの人気を利用して妖異によって民を惑わせたので、兵は数千まで集まり、蜀人はこぞって帰順した。
永和5年（349年）4月、東晋の益州刺史周撫は龍驤将軍朱寿と共に范賁を攻撃した。范賁はこれに敗れ、首を斬られた。これにより、益州はようやく平定された。